# Amelia Andersdotter

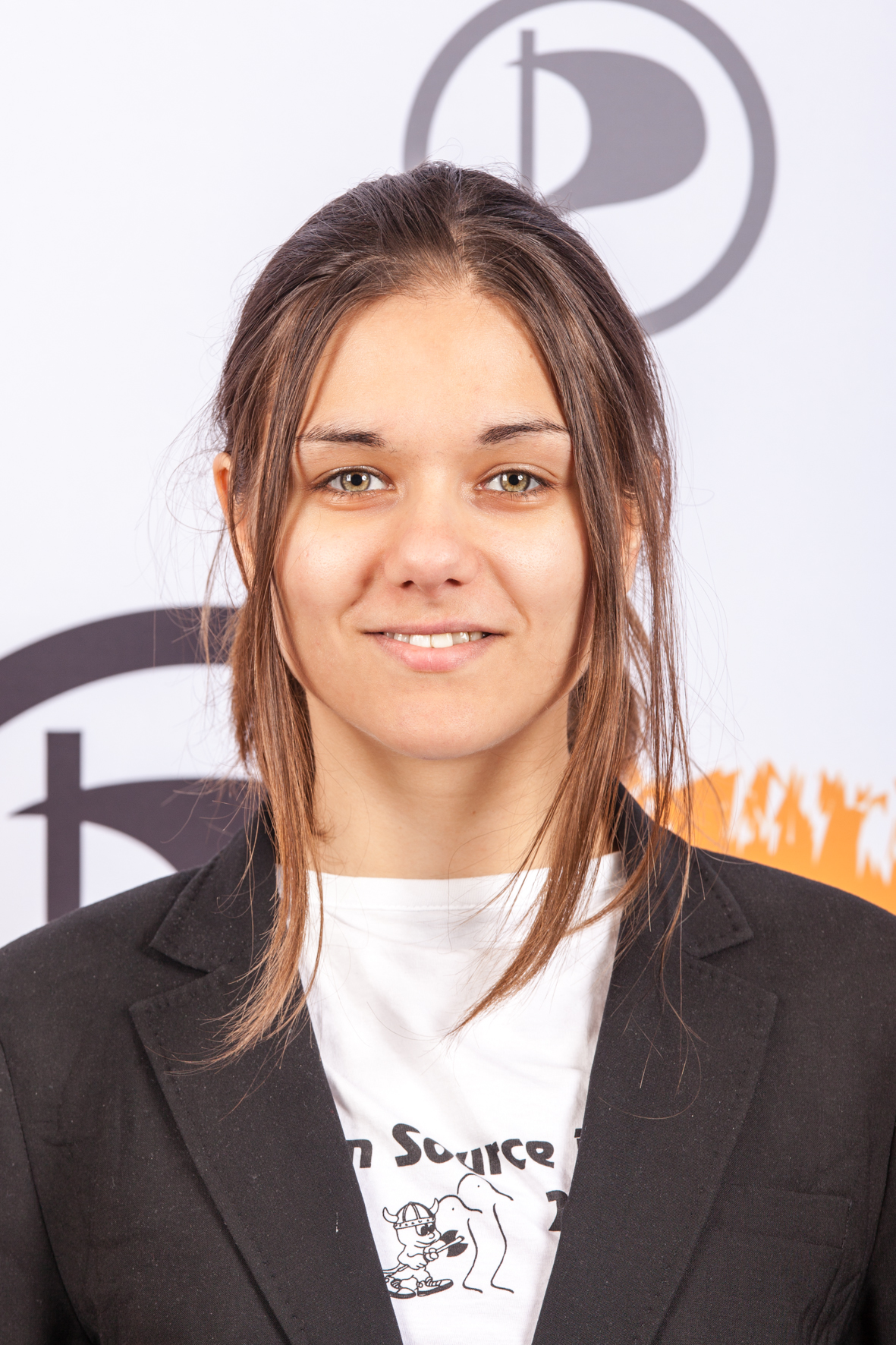
Amelia Andersdotter (2013)

Amelia Andersdotter (* 30. August 1987 in Enköping) ist eine schwedische Politikerin. Sie war von 2011 bis 2014 Mitglied des Europäischen Parlaments und von 2014 bis 2015 Vorsitzende der Europäischen Piratenpartei.

## Leben
Amelia Andersdotter kandidierte auf dem zweiten Listenplatz der schwedischen Piratpartiet bei der Europawahl in Schweden 2009. Ursprünglich erhielt die Piratpartiet bei dieser Wahl nur einen Sitz, der an Christian Engström ging. Durch den am 1. Dezember 2009 in Kraft getretenen Vertrag von Lissabon wurde das EU-Parlament erweitert, wodurch Andersdotter in das Europaparlament nachrückte. Am 1. Dezember 2011 konnte sie ihren Sitz einnehmen und schloss sich der Fraktion der Grünen / Freie Europäische Allianz an.
Von 2007 bis 2010 war sie Vorstandsmitglied von Ung Pirat, der Jugendorganisation der Piratenpartei. Am 21. März 2014 wurde sie zur Vorsitzenden der Europäischen Piratenpartei gewählt. Am 18. Juli 2015 wurde sie durch Smári McCarthy abgelöst.
Im Europaparlament war Andersdotter Mitglied im Ausschuss für Industrie, Forschung und Energie sowie Mitglied der Delegation für die Beziehungen zur Koreanischen Halbinsel. Nach der Europawahl 2014 verlor Andersdotter ihren Sitz im Europaparlament, nachdem die schwedische Piratenpartei nur 2,2 % der Stimmen erhalten hatte.
Andersdotter hat an der Universität Lund studiert. Sie lebt seit Januar 2010 in Brüssel.
Sie initiierte den Betrieb Dataskydd.net (schwedisch für „Datenschutz“), welcher auch die Webanalysesoftware Webbkoll (schwedisch aus „webb“ und „koll“, also „Webüberprüfung“) betreibt.